# Municipio de Sigel (Minnesota)
El municipio de Sigel (en inglés: Sigel Township) es un municipio ubicado en el condado de Brown en el estado estadounidense de Minnesota. En el año 2010 tenía una población de 344 habitantes y una densidad poblacional de 3,36 personas por km².

## Geografía
El municipio de Sigel se encuentra ubicado en las coordenadas 44°15′22″N 94°33′30″O / 44.25611, -94.55833. Según la Oficina del Censo de los Estados Unidos, el municipio tiene una superficie total de 102.44 km², de la cual 100,53 km² corresponden a tierra firme y (1,86 %) 1,9 km² es agua.

## Demografía
Según el censo de 2010, había 344 personas residiendo en el municipio de Sigel. La densidad de población era de 3,36 hab./km². De los 344 habitantes, el municipio de Sigel estaba compuesto por el 100 % blancos. Del total de la población el 0 % eran hispanos o latinos de cualquier raza.